# Sam Cox (calciatore)
Samuel Peter Cox, detto Sam (Londra, 10 ottobre 1990) è un ex calciatore guyanese con cittadinanza britannica, di ruolo centrocampista.

## Carriera

### Nazionale
Nel 2019 viene convocato con la nazionale guyanese per la Gold Cup.